# Agen
Agen [a.ʒɛ̃] je město v Nové Akvitánii na jihu Francie, ležící na řece Garonně asi 130 kilometrů od Bordeaux. Je sídlem departementu Lot-et-Garonne. Počet obyvatel je přibližně 34 000.

## Historie
Toto území bylo osídleno již v neolitické době. V 8. století bylo město zdevastováno Araby a v 9. století ohrožováno severskými nájezdníky. Roku 1347 postihl město dýmějový mor. Během stoleté války Agen třikrát změnil válčící stranu až roku 1453 připadl Francii. Dne 10. června 2018 proběhlo v Agenu blahořečení Adèle de Batz de Trenquelléon, řeholnice, která ve městě zemřela. Tomuto obřadu předsedal kardinál Angelo Amato.

## Vývoj počtu obyvatel
Počet obyvatel

## Památky
- katedrála Saint-Caprais d'Agen – původně z 11. století
- kostel Panny Marie Jakobínské – původně kaple dominikánského kláštera z roku 1249
- dům Jacquese Boého Jasmin – básníka a přítele Mistrala

## Hospodářství
V okolí města se rozprostírají rozsáhlé švestkové sady. Křižáci přivezli plody z křížových výprav na blízkém východě do Francie. Mniši z blízkého údolí řeky Lot byli první, kteří švestky usušili a prodávali je jako sušené ovoce. V současnosti opouští továrny 35 000 tun sušených švestek..

## Osobnosti
- Joseph Justus Scaliger (1540–1609), humanista a matematik
- Bernard Palissy
- Michel Serres (1930–2019), filosof
- Francis Cabrel (* 1953), zpěvák
- Béatrice Uria-Monzon (* 1963), operní pěvkyně
- Aymeric Laporte (* 1994), fotbalista
- Christian Fechner (1944–2008), filmový producent

## Partnerská města
- Corpus Christi, USA
- Dinslaken, Německo
- Llanelli, Velká Británie
- Toledo, Španělsko
- Tuapse, Rusko